# Konštantín Šimo
Konštantín Šimo (* 29. října 1956 Vlčkovce) je bývalý slovenský fotbalový obránce. Po skončení aktivní kariéry působí jako trenér v nižších soutěžích, mj. trénoval MFK Vrbové, Brestovany, PFK Piešťany a FC Slovan Galanta.

## Fotbalová kariéra
Začínal v Družstevníku Vlčkovce. V dorostu přestoupil do Lokomotívy Trnava, během základní vojenské služby působil na Moravě v Dukle Kroměříž a po jejím skončení hrál za TJ Nový Jičín.
Ve druhé lize hrál za TŽ Třinec a v první lize za Spartak Trnava (46 utkání/4 góly).

## Ligová bilance
| Ročník                                   | Zápasy | Góly | Minuty | Klub              |
| ---------------------------------------- | ------ | ---- | ------ | ----------------- |
| Česká národní fotbalová liga 1981/82     | 27     | 1    | –      | TŽ Třinec         |
| Česká národní fotbalová liga 1982/83     | 25     | 2    | –      | TŽ Třinec         |
| 1. československá fotbalová liga 1983/84 | 30     | 3    | 2 620  | TJ Spartak Trnava |
| 1. československá fotbalová liga 1984/85 | 14     | 1    | 1 260  | TJ Spartak Trnava |
| 1. československá fotbalová liga 1985/86 | 2      | 0    | 45     | TJ Spartak Trnava |
| CELKEM I. ČS. LIGA                       | 46     | 4    | 3 925  |                   |